# 捷姆尼克河
51°01′20″N 106°26′20″E / 51.02222°N 106.43889°E
捷姆尼克河是俄羅斯的河流，屬於色楞格河的左支流，由布里亞特共和國負責管轄，河道全長314公里，流域面積5,480平方公里，河水主要來自雨水，每年十月至翌年五月結冰。